# NGC 6912
NGC 6912 é uma galáxia espiral barrada (SBc) localizada na direcção da constelação de Capricornus. Possui uma declinação de -18° 37' 03" e uma ascensão recta de 20 horas, 26 minutos e 52,1 segundos.
A galáxia NGC 6912 foi descoberta em 14 de Agosto de 1881 por Edward Singleton Holden.